# マニンドラ・アグラワル

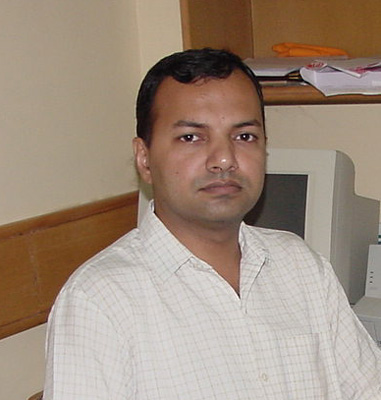
マニンドラ・アグラワル

マニンドラ・アグラワル（Manindra Agrawal、1966年5月20日・カーンプル - ）は、インド工科大学カーンプル校の計算機科学、工学、Dean of Faculty Affairsの教授。
自らの生徒であったニラジュ・カヤル、ナイティン・サクセナとともに素数問題の計算量について研究し、AKS素数判定法を構成し、それを用いて素数問題がPに属することを示した。
その業績を評価され2002年にクレイ研究賞、2006年にゲーデル賞とファルカーソン賞を受賞。